# Algemeen Christelijk Vakverbond
Het Algemeen Christelijk Vakverbond (ACV), in het Frans Confédération des syndicats chrétiens (CSC), is een Belgische christelijke vakvereniging. Het ACV telt in totaal 1,6 miljoen leden en is zowel in Vlaanderen als Wallonië de grootste vakbond.

## Geschiedenis

### Ontstaan van het syndicalisme
Het syndicalisme vindt zijn oorsprong in de industrialisatie van West-Europa in de tweede helft van de negentiende eeuw. De artisanale productie werd in een recordtempo vervangen door nieuwe fabrieken en machines. Meteen ontstond ook een nieuwe beroepscategorie, de fabrieksarbeider.
Thuisarbeid was niet meer rendabel dus trokken mensen massaal naar de steden om werk te zoeken in de vele fabrieken, aanvankelijk vooral in de textielindustrie. Arbeiders werkten en leefden er in erbarmelijke omstandigheden. Ze klopten werkdagen van 14 uur in ongezonde werkplaatsen en tegen een hongerloon. Onder de arbeiders waren ook veel kinderen.
De arbeiders en hun gezinnen hadden te kampen met huisvestingsproblemen. Bovendien was er geen enkele vorm van sociale bescherming. Wie ontslagen werd of getroffen werd door een arbeidsongeval of ziekte, viel van de ene op de andere dag zonder inkomen.
Die wantoestanden veroorzaakten groeiend ongenoegen en geregeld braken rellen uit. Alleen waren de arbeiders nauwelijks georganiseerd en veranderde er in de praktijk weinig aan hun situatie.
Stilaan groeide echter bij de arbeiders het besef dat ze zich moesten verenigen om hun leef- en arbeidsomstandigheden te kunnen verbeteren. Op 4 maart 1857 werd in Gent de "Broederlijke Maatschappij der Wevers" opgericht. Een maand later hielden de spinners hun "Maatschappij der Noodlijdende Broeders" boven de doopvont. Die eerste vakverenigingen stelden zich relatief gematigd op en stonden ook open voor alle arbeiders, ongeacht de politieke strekking of levensbeschouwing waartoe ze zich bekenden.

### Anti-socialisme
Die eensgezindheid was echter van korte duur. Al snel viel de arbeidersbeweging uiteen in een socialistische vleugel en een christelijke vleugel. De socialisten kozen voor de klassenstrijd als strategie om sociale vooruitgang te boeken. De christelijke vakbeweging opteerde voor overleg en samenwerking tussen de verschillende maatschappelijke groepen. Tegelijk wilden de christelijke vakverenigingen zich heel duidelijk afzetten tegen de 'goddeloze' socialisten, ook onder impuls van de katholieke kerk. Die ondersteunde de uitbouw van een christelijke arbeidersbeweging, enerzijds omdat ze de nood inzag van sociale vooruitgang voor de werkende massa, maar anderzijds ook om de arbeiders uit het vaarwater van het vrijzinnige socialisme te houden. Zo werd in 1886 de "Antisocialistische Katoenwerkersbond" opgericht, waaruit later het ACV zou groeien.
Aanvankelijk probeerde het katholieke patronaat nog de nieuwe arbeidersverenigingen in het gareel te houden door gemengde organisaties op te richten, met arbeiders én werkgevers uit verschillende beroepen onder een dak. Dat was echter geen succes en rond 1900 ontstonden zelfstandige christelijke vakverenigingen, die enkel voor en door arbeiders werden opgericht.
De jonge Dominicanenpater Rutten bracht die verschillende vakverenigingen met christelijke grondslag in 1904 samen in het "Algemeen Secretariaat der Christelijke Beroepsverenigingen" (ASCB). Hij verzekerde de beweging ook van financiële steun en van eigen persorganen. Met name het dagblad Het Volk zou uitgroeien tot het uithangbord van de christelijke arbeidersbeweging. Op dat moment waren er 115 christelijke vakverenigingen, samen goed voor 15.000 leden. 10 jaar later, in 1914, bij het uitbreken van de Eerste Wereldoorlog, was hun aantal al uitgegroeid tot 1.100 verenigingen met in totaal 120.000 leden.
In 1908 ontstond een "Verbond der Christene Beroepsverenigingen" (ACB) langs Vlaamse kant en een "Confédération des Syndicats Chrétiens et Libres des Provinces Wallonnes" in Wallonië. Beide federaties fusioneerden in 1912 tot het "Algemeen Christelijk Vakverbond/Confédération Générale des Syndicats Chrétiens et libres de Belgique". De allereerste ACV-voorzitter werd de Gentse syndicale voorman Gustaaf Eylenbosch.

### Interbellum
Het ACV kwam zwaar gehavend uit de Eerste Wereldoorlog, terwijl de socialistische arbeidersbeweging het voortouw nam. Langzaam maar zeker slaagde het ACV er toch in om opnieuw een achterban uit te bouwen. In 1919 begon het ledenaantal opnieuw zienderogen te stijgen. Het ACV telde op dat moment alweer 65.000 leden. Tijdens het interbellum werd ook de structuur van de christelijke vakbond grondig hervormd. De talrijke beroepsfederaties uit de periode voor de Eerste Wereldoorlog werden samengebracht in 18 beroepscentrales. De lokale beroepsverenigingen evolueerden naar lokale afdelingen die ondergeschikt waren aan de nationale beroepscentrales. Elke lokale actie kon nu, mits erkenning, op de steun rekenen van de nationale centrale, wat de slagkracht van de vakbond enorm verhoogde. Bovendien werd in maart 1926 voor het eerst een "Centrale Weerstandskas" opgericht, die in de plaats kwam van de verschillende stakingskassen van de centrales.

### Volwaardige sociale partner
De economische crisis van de jaren 30 dwong het ACV in het defensief. Eén op drie ACV-leden was werkloos. Daardoor dreigde de vakbond te verworden tot een uitbetalingsinstelling voor werklozen.
Toen België vanaf 1935 een lichte economische heropleving kende, ging het ACV zich nadrukkelijker profileren. In 1936 werd samen met de socialistische vakbond de "staking der 500.000" georganiseerd. Voor het ACV was die actie op alle vlakken heel succesvol. De vakbonden sleepten een aantal belangrijke sociale verworvenheden uit de brand: een week betaalde vakantie, de 40-urige werkweek, een gewaarborgd minimumloon en verhoogde kinderbijslag. Tegelijk dwong het ACV de erkenning af als volwaardige sociale partner tegenover de socialistische vakbond en de overheid.

### Tweede Wereldoorlog
De Tweede Wereldoorlog veroorzaakte aanvankelijk een diepe crisis in het ACV. De Duitse bezetter legde in 1940 zijn 'Unie van Hand- en Geestesarbeiders' op, een verplichte eenheidsvakbond. Voor- en tegenstanders van samenwerking kwamen tegenover elkaar te staan en uiteindelijk kwam het zelfs tot een scheuring. Al gauw werd duidelijk dat de Unie maar een instrument was om de bevolking te onderwerpen en hervond het ACV zijn eenheid, namelijk in het verzet tegen deze onderdrukking van de vakbondswerking.
ACV en ABVV voerden tijdens de oorlog al gesprekken met werkgeversorganisaties over hoe de naoorlogse Belgische samenleving moest georganiseerd worden. In april 1944 mondde dit uit in het 'Ontwerpakkoord van sociale solidariteit'. Het akkoord legde de krachtlijnen vast van de naoorlogse sociale en economische politiek van overleg en samenwerking.

### Uitbouw van de welvaartsstaat
Het overleg tussen vakbonden en werkgevers werd na de Tweede Wereldoorlog nog intenser. Tussen 1944 en 1948 organiseerden ze acht nationale arbeidsconferenties, waar het Belgische model voor de naoorlogse welvaartsstaat werd uitgetekend.
In 1948 werd de Wet op de organisatie van het bedrijfsleven goedgekeurd. Daarin werd de oprichting voorzien van de Centrale Raad voor het Bedrijfsleven (CRB, opgericht in 1948) en de Nationale Arbeidsraad (NAR, opgericht in 1952). Die twee organen, waarin werkgevers en vakbonden samen zetelen, zouden een primordiale rol gaan spelen in het sociaal overleg en doen dat tot op de dag van vandaag. De CRB volgt onder andere de loonevolutie in België in vergelijking met de buurlanden en stelt op basis daarvan om de 2 jaar een loonnorm voor. Die dient als leidraad bij de tweejaarlijkse onderhandelingen voor een interprofessioneel akkoord. De NAR adviseert de federale regering over materies die werkgevers en werknemers aanbelangen.
In 1950 brak alweer een mijlpaal aan voor de Belgische vakbonden, want in dat jaar werden voor het eerst sociale verkiezingen gehouden. Die duiden de werknemersvertegenwoordigers aan in de ondernemingsraden en preventiecomités van de bedrijven.
In die periode legde het ACV ook voor het eerst de eis op tafel voor een 5-daagse werkweek. Na een reeks zaterdagstakingen in 1955 toonden de werkgevers zich eindelijk bereid om daarover te onderhandelen. Het zou uiteindelijk nog duren tot 1965 vooraleer de 5-daagse werkweek van 45 uren in alle sectoren verplicht werd.
In de jaren zestig werd het structureel sociaal overleg met de werkgevers via interprofessionele akkoorden verder uitgebouwd. Op die manier verwierven de vakbonden onder meer de 40-urenweek en het gewaarborgd minimuminkomen voor iedereen.

### Oliecrisis
De jaren zeventig worden op sociaal-economisch vlak gekenmerkt door de oliecrisis. De stijgende energieprijzen zorgen voor een economische neergang in heel West-Europa en dus ook in België. Toch slaagt het ACV er in die periode in om de automatische indexkoppeling van de sociale uitkeringen binnen te halen.
Ondertussen veroorzaakte de crisis een abrupte stijging van de werkloosheid. Van 1971 tot 1973 steeg het aantal werklozen van 100.000 naar 800.000. 1 op 4 ACV-leden was in die periode werkloos. Het sociaal overleg raakte in die periode in het slop. Tussen 1976 en 1986 zou geen enkel interprofessioneel akkoord afgesloten worden. Ondertussen voerden de opeenvolgende regeringen drastische besparingen door.

### Breder actieterrein
Na een korte bloeiperiode zette de economische crisis zich in het begin van de jaren 90 verder. ACV en ABVV vonden elkaar uiteindelijk in het verzet tegen het globaal plan van de Regering-Dehaene I.
Het ACV verbreedde vanaf dan ook zijn actieterrein. Koopkracht en werkgelegenheid bleven centrale speerpunten, maar daarnaast zette de christelijke vakbond ook thema's als vorming, combinatie arbeid-gezin, milieu en mobiliteit op de agenda. Dat had zijn weerslag in de interprofessionele akkoorden van 1998 en 2000, waardoor werknemers bijvoorbeeld recht kregen op tijdskrediet. België, en vooral Vlaanderen, kende vanaf dan ook een ongekende economische groei met een werkloosheid die tot een historisch laag peil zakte.

### ACV vandaag
Het ACV blijft vandaag veruit de grootste vakbond, zowel in Vlaanderen, Wallonië als Brussel. De verschillende vakbonden zijn de voorbije decennia meer naar elkaar toegegroeid en treden ook heel vaak op als gemeenschappelijk vakbondsfront. Toch blijven er duidelijke inhoudelijke verschillen.

## Maatschappelijke visie

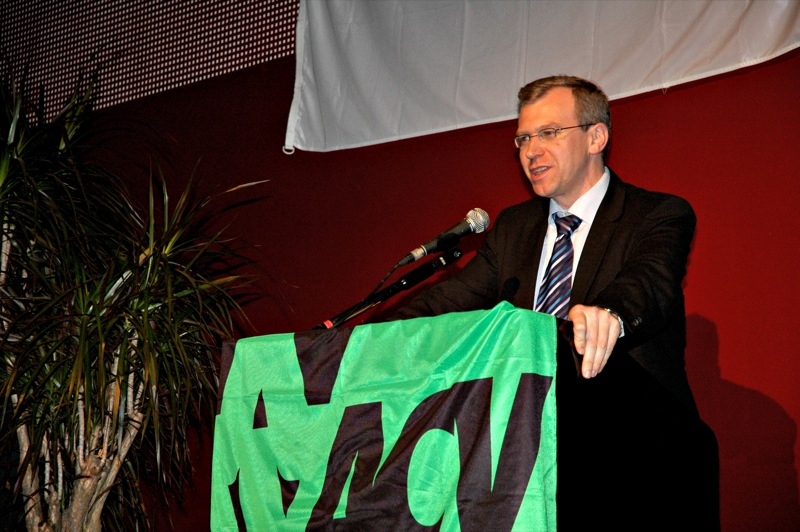
Yves Leterme tijdens een meeting in 2006

Het ACV draagt al van bij haar ontstaan het overlegsyndicalisme hoog in het vaandel. Dat betekent concreet dat pas gestaakt wordt als alle overlegmiddelen uitgeput zijn. De christelijke vakbond profileert zich dan ook graag als de 'vakbond van de redelijkheid'. Tegelijk deinst ze er niet voor terug om het werk neer te leggen wanneer haar eisen geen ingang vinden bij werkgevers.
Historisch gezien heeft het ACV een nauwe band met de christendemocratie. De laatste jaren is die band echter veel losser geworden. Onder de beide paarse regeringen van 1999 tot 2007 zocht het ACV ook samenwerking met socialisten en groenen.
Op het vlak van de staatshervorming staan ACV en CD&V vaak lijnrecht tegenover elkaar. De christendemocratische partij vormde tot oktober 2008 een kartel met de separatistische N-VA en pleit onomwonden voor een verregaande staatshervorming met onder meer de regionalisering van grote delen van de sociale zekerheid en het sociaal overleg. Daar heeft het ACV zich altijd fel tegen gekant, omdat dat de interpersonele solidariteit tussen Vlamingen en Walen in het gedrang zou brengen. Het ACV blijft ook een unitaire organisatie, waarin Vlamingen en Franstaligen na overleg tot gemeenschappelijke standpunten komen.
Het ACV voelt zich al lang niet meer gebonden aan welke politieke partij dan ook. Nog altijd wordt samengewerkt met bevriende christendemocratische politici, met name bij de ACW-vleugel, maar even goed met groenen en socialisten.

## Structuur

### Bestuur

#### Nationaal
| Periode     | Voorzitter             |
| ----------- | ---------------------- |
| 1912 - 1914 | Gustaaf Eylenbosch     |
| 1914 - 1919 | Hendrik Heyman         |
| 1919 - 1921 | René Debruyne          |
| 1921 - 1923 | Evarist Van Quaquebeke |
| 1923 - 1932 | René Debruyne          |
| 1932 - 1946 | Henri Pauwels          |
| 1946 - 1968 | August Cool            |
| 1968 - 1987 | Jef Houthuys           |
| 1987 - 1999 | Willy Peirens          |
| 1999 - 2011 | Luc Cortebeeck         |
| 2012 - 2023 | Marc Leemans           |
| 2023 -      | Ann Vermorgen          |

| Periode      | Algemeen secretaris    |
| ------------ | ---------------------- |
| 1912 - 1919  | René Debruyne          |
| 1919 - 1921  | Evarist Van Quaquebeke |
| 1921 - 1932  | Henri Pauwels          |
| 1932 - 1946  | August Cool            |
| 1946 - 1972  | Louis Dereau           |
| 1973 - 1991  | Robert D'Hondt         |
| 1991 - 2006  | Josly Piette           |
| 2006 - 2014  | Claude Rolin           |
| 2014 - heden | Marie-Hélène Ska       |

| Periode     | Proost         |
| ----------- | -------------- |
| 1919 - 1927 | Georges Rutten |
| 1927 - 1930 | Jan Belpaire   |
| 1931 - 1952 | Maurice Ketels |
| 1952 - 1969 | Armand De Smet |
| 1970 - 1986 | Theo Ceurvelt  |
| 1986 - 1991 | Roger Defrijn  |

#### Regionaal en gemeenschappen
Op regionaal niveau is het ACV ingedeeld in het Vlaams Regionaal Comité (VRC), het Waals Regionaal Comité (Frans: Comité regional wallone (CRW)). en het Brussels Regionaal Comité (BRC)
Op gemeenschapsniveau zijn er het Vlaams gemeenschapscomité voor de Vlaamse Gemeenschap, het Franstalig gemeenschapscomité (Frans: Comité communautaire francophone, CCF), samengesteld uit vertegenwoordigers uit de Franse Gemeenschap, en het Duitstalig gemeenschapscomité (CSC Ostbelgien) voor de Duitstalige Gemeenschap.

### Centrales
Het ACV overkoepelt verschillende "vakcentrales", dit zijn de christelijke vakbonden per beroepsgroep, onder meer:
- ACV Puls: bediendenbond
- COC: onderwijscentrale (middelbaar en hoger)
- COV: onderwijscentrale (basis)
- ACV-Transcom: arbeid(st)ers uit de transport, communicatie, post en diamant
- ACV Openbare Diensten: openbare diensten
- ACV-Metea: arbeid(st)ers in de metaal en textielsector, staal, confectie, kleermakers, garages etc.
- ACV Bouw - Industrie & Energie: arbeid(st)ers in de bouwsector, papiersector, beschutte en sociale werkplaatsen, de petroleumsector, gas en elektriciteit, de chemie, de ledersector en de kappers en schoonheidsspecialisten
- ACV Voeding en Diensten: arbeid(st)ers uit de voedingsnijverheid en handel in voedingswaren, schoonmaak en ontsmettingsnijverheid, tuin-, land- en bosbouw, horeca (ook voor bedienden en kaderleden), filmbedrijf, huispersoneel, grootwarenhuizen, bewakingsdiensten, huisbewaarders. Ook arbeid(st)ers uit het vrij onderwijs, banken en de sociaal-culturele sector
- Sporta-vsb: sportbeoefenaars (profs en amateurs)

Noot: in juni 2010 fuseerden de vakcentrales ACV Bouw en Industrie en ACV Energie-Chemie tot één grotere vakcentrale met de naam ACV Bouw - Industrie & Energie.

### Andere werking
Naast de beroepswerking in vakcentrales hebben alle vakbonden ook een plaatselijke werking, onderverdeeld in verschillende verbonden (of gewesten), dienstencentra en plaatselijke besturen, zoals Antwerpen, Gent en Brugge. Daarbuiten heeft het ACV ook een specifieke werking voor jongeren, werkzoekenden, vrouwen en allochtonen. Zo richtte het ACV zich al tussen 1971 en 1989 met het voormalige maandelijks infoblad Travailleur arabe op de Arabische sectie van het vakverbond.

### Internationaal
Het ACV heeft overal ter wereld plaatselijke syndicale partners en is ook aangesloten bij het EVV, de Europese vakbondskoepel en het IVV, de mondiale vakbondskoepel. De christelijke vakbond heeft goede contacten met onder andere Guatemala, Indonesië en Guinea.